# Isa Genzken

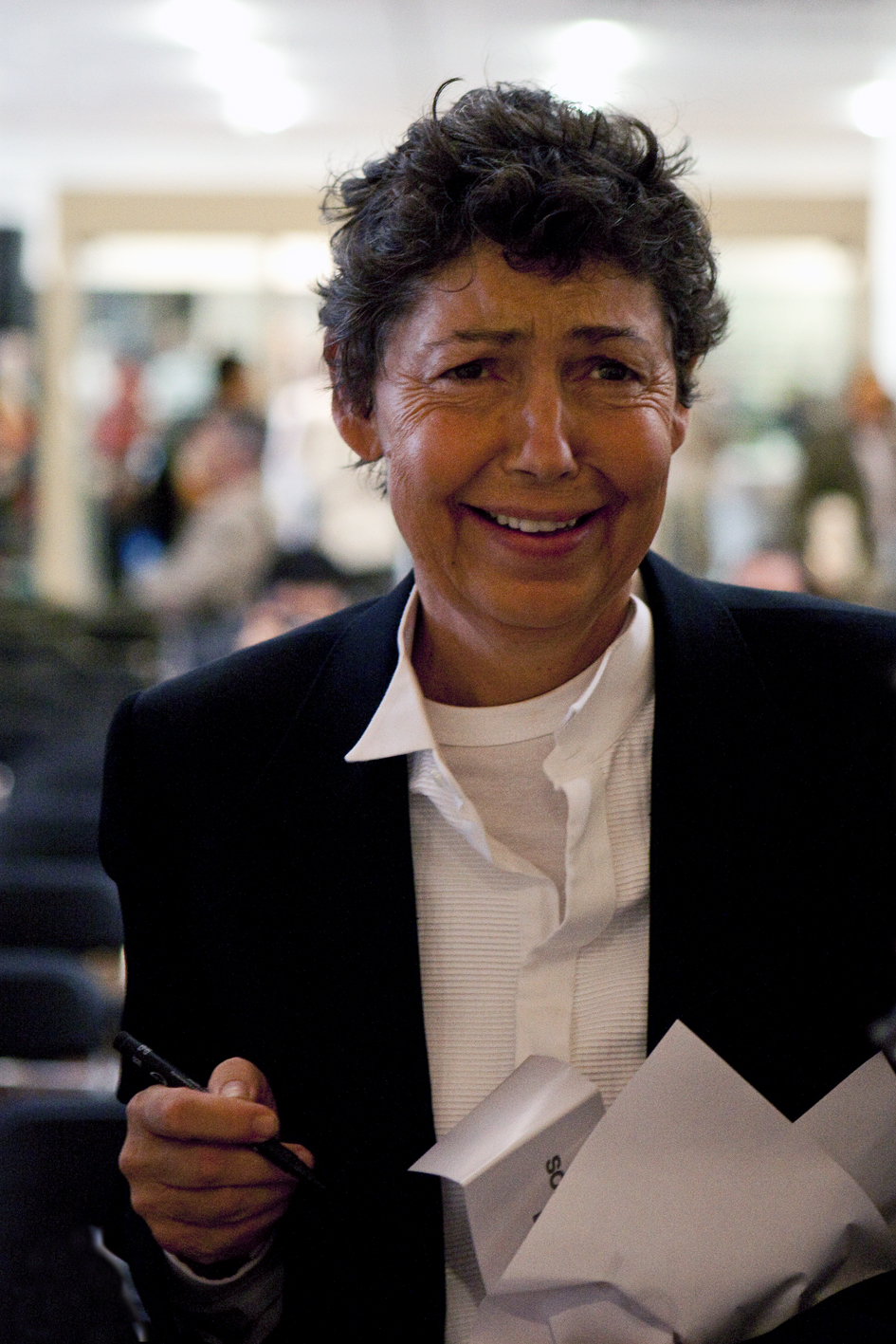
Isa Genzken vid en öppning av en utställning i Köln i augusti 2009.

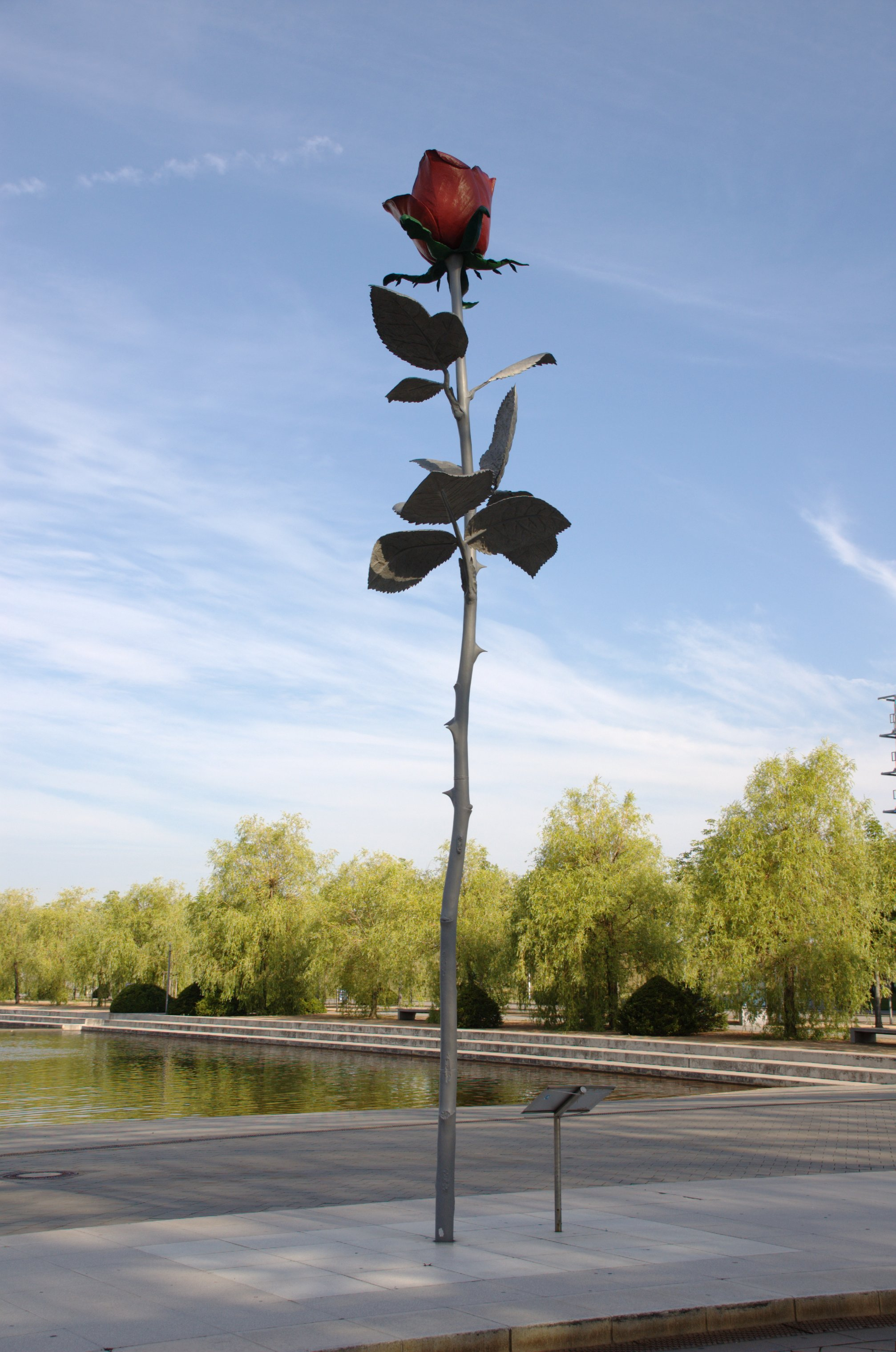
Ros (1993), framför Leipziger Messe i Leipzig i Tyskland.

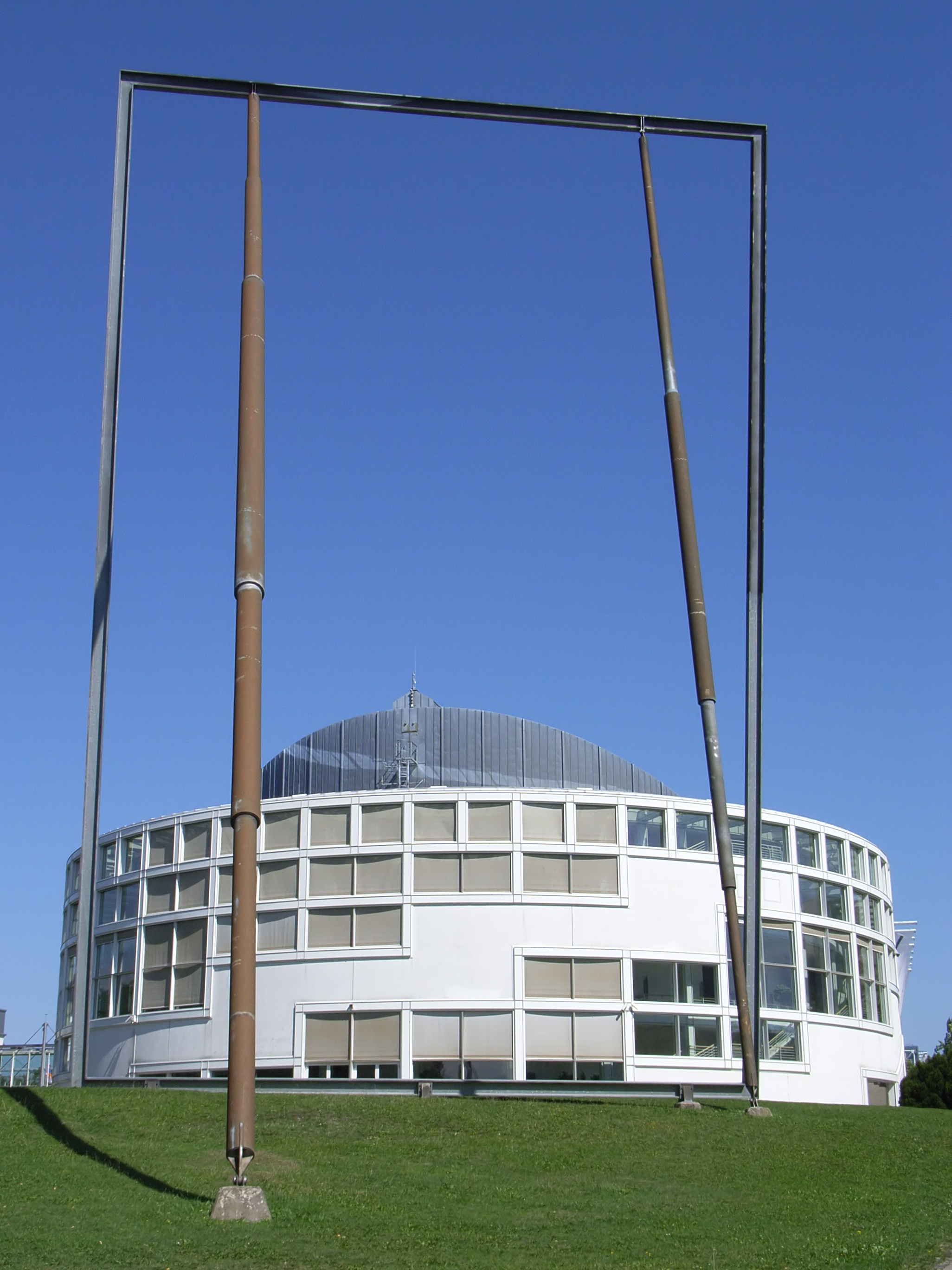
Spiegel (1991) i Bielefeld i Tyskland.

Isa Genzken, född 27 november 1948 i Bad Oldesloe i Brittiska ockupationszonen, är en tysk skulptör.

## Levnad och konstnärligt arbete
Isa Genzken utbildade sig på Konsthögskolan i Hamburg 1973–1977, Konsthögskolan i Berlin 1971–1973 och Konstakademien i Düsseldorf 1973–1977. Hon har arbetat som lärare i skulptur och formgivning, bland annat som gästprofessor i skulptur vid Konsthögskolan i Berlin 1990 och Städelschule, konsthögskolan i Frankfurt am Main, 1991–1992. Hennes första separatutställning hölls i Düsseldorf 1976 och den första utställningen i Sverige – Hair grows how it wants to – skedde på Malmö Konsthall 2008.
Isa Genzken arbetar med skulptur, utgående från många olika slags material, med installationer och med fotografi och film. Under sitt tidiga skulpterande gjorde hon sig känd både för bräckliga konstruktioner av målade träribbor och senare i stark kontrast för grövre ruinliknande konstruktioner av betongbjälkar. Hon arbetade under denna tid i en minimalistisk stil ofta i skulpturens gränsområde mot arkitektur med saker som bräcklighet och gränssnittet mellan inomhus och utomhus. Senare har hon vidgat sitt konstnärskap med lekfulla assemblage, installationer med vardagsföremål och med offentlig monumental skulptur i stål och andra material. Hennes verk kommenterar ofta nutidstillvaron och är ibland samhälls- eller mediakritiska.
I den tyska konsttidskriften Monopol utsågs Isa Genzken 2007 till årets internationellt mest inflytelserika konstnär på basis av en enkät till kuratorer, gallerister, konstsamlare och museichefer. Samma år representerade hon Tyskland på Venedigbiennalen. Av stora konstpriser har hon bland annat erhållit det tyska Museum Ludwigs Wolfgang-Hahn-Preis 2002 och Kulturstiftung Stadtsparkasse Münchens internationella konstpris 2004.
Isa Genzken bor och arbetar i Berlin sedan 1996. Hon har varit gift med den tyske konstnären Gerhard Richter.
| ”                                  | Hela Isa Genzkens konstnärliga arbete rör sig runt naturliga krafter och mänsklig inspiration, runt möjligheten av uppnå någon form av fulländning här på jorden givet den värld vi har med all dess materia och mänskliga känslor och tankar. | „ |
| – Joe Scanlan, amerikansk konstnär | |   |

| ”                                                                                    | Isa Genzken är en skulptör. Detta till synes enkla faktum, franstår dock som ganska komplext i betraktande av Genzkens produktion, i vilken det klassiska genrekonceptet både ifrågasätts och förstärks. ... I sina arbeten diskuterar hon förhållanden som verkligen berör oss och påverkar oss som samhällsvarelser. Den estetiska bas som tydligt finns i hennes arbeten kommer från en multidimensionell referensram, med kommentarer både om sociala och artistiska förhållanden. Genzkens produktion innehåller ett markant teatraliskt element som utmanar betraktaren både intellektuellt och emotionellt. För Isa Genzken är tillvaron lika sammansatt som hennes konst. | „ |
| – Nicolas Schafhausen, chef för Witte de With Center for Contemporary Art, Rotterdam | |   |

## Offentliga verk i urval
- Konstnärlig utformning av tunnelbanestation i Duisburg i Tyskland
- Spiegel (1991), stål, 30 x 40 meter, framför Stadthalle Bielefeld, Willy-Brandt-Platz i Bielefeld, Tyskland
- Rose (1993), stål och aluminium, åtta meter hög, framför Leipziger Messe i Leipzig, Tyskland samt utanför Villa Schreiber, Lichtentaler Allee i Baden-Baden, Tyskland
- Vollmund (1998), stål och glas, 20 meter hög, slottsruinen Wenzersdorf i Gnadendorf, Niederösterreich, Österrike

## Filmer i urval
- Empire/Vampire, who kills death (2003), DVD 40 minuter
- Meine Großeltern im Bayerischen Wald (1992), Video, 53 minuter

### Fotnoter
1. ↑  Joe Scanlan i en presentation av utställningen Everybody needs at least one window på University of Chicago 1992, läst på www.renaissancesociety.org 2009-01-27
2. ↑  Monopol nr 7/2007, refererat i Der Spiegel Online 2007-07-25[död länk]
3. ↑  Biografiavsnittet i tyska Wikipedias artikel om Gerhard Richter
4. ↑  Presentation av Isa Gerzkens utställning Everybody needs at least one window, 1992, på University of Chicago[död länk]
5. ↑  Pressinformation från projektgruppen för Tyska paviljongen på Venedigbiennalen 2007